# David Vála
David Vála (* 17. April 1978 in Liberec) ist ein tschechischer Ringer. Er war Vize-Europameister 2007 im griech.-röm. Stil im Schwergewicht (bis 120 kg Körpergewicht).

## Werdegang
David Vála begann als Jugendlicher mit dem Ringen. Bei einer Größe von 1,90 m wuchs er dabei zu einem stattlichen Schwergewichtler heran und wiegt ca. 110 kg. David Vála ringt in Tschechien für den Sportclub PSR Olymp Prag und wird dort von Erwin Varga trainiert. Daneben ringt er schon seit vielen Jahren in der 1. bzw. 2. deutschen Bundesliga. Zunächst für den SV 04 Germania Weingarten und ab der Saison 2008/09 für den RV Thalheim. Er ist Polizeibeamter. David Vála rang zunächst nur im griech.-römischen Stil. Seit 2007 versucht er sich, auch bei internationalen Meisterschaften, auch im freien Stil.
Die internationale Karriere von David Vála begann im Jahre 1995, als er bei der Junioren-Europameisterschaft (Cadets) in Witten in der Gewichtsklasse bis 88 kg auf den 13. Platz kam. Die größten Erfolge im Juniorenbereich erzielte er dann in den Jahren 1997, wo er bei der Junioren-Weltmeisterschaft in Turku in der Gewichtsklasse bis 115 kg Körpergewicht den 5. Platz belegte und 1998, wo er bei der Junioren-Europameisterschaft in Tirana den 4. Platz und bei der Junioren-Weltmeisterschaft in Kairo gar auf den 3. Platz kam und damit eine Bronzemedaille gewann.
Bei den Senioren startet David Vála seit 1997 regelmäßig bei den internationalen Meisterschaften. Sein erstes gutes Ergebnis erzielte er dabei bei der Europameisterschaft 2000 in Moskau, bei der Alexander Karelin aus Russland siegte, mit dem 5. Platz im Schwergewicht (damals bis 130 kg Körpergewicht). Bei seiner ersten Teilnahme an den Olympischen Spielen in Sydney erreichte er einen guten 9. Platz. Er besiegte dabei Marek Sitnik aus Polen und verlor gegen Juri Ewseitschik aus Israel und Fatih Bakir aus der Türkei.
In den Jahren 2001 bis 2003 erreichte er keine Spitzenplätze. Immerhin konnte er sich aber erneut für die Teilnahme an den Olympischen Spielen 2004 in Athen qualifizieren. Er belegte dort im Schwergewicht nach Niederlagen gegen Chassan Barojew aus Russland und Andrej Tschechauskoj aus Belarus den 14. Platz.
Bei der Weltmeisterschaft 2005 in Budapest erreichte David Vála mit einem Sieg über Sergio Primeno aus Venezuela den 9. Platz und bei der Weltmeisterschaft 2006 in Guangzhou kam er mit einem Sieg über Michael Taut aus Kanada auf den 8. Platz.
Den größten Erfolg seiner Laufbahn erzielte er dann bei der Europameisterschaft 2007 in Sofia. Er wurde dort mit Siegen über Matti Hämäläinen, Finnland, Panagiotis Papadopoulos, Griechenland und Ex-Europameister İsmail Güzel aus der Türkei u. einer Niederlage gegen Chassan Barojew Vize-Europameister.
Auch bei der Europameisterschaft 2008 in Tampere konnte er mit einem guten 5. Platz überzeugen. Er gewann in Tampere gegen den vielfachen Vize-Weltmeister und Ex-Europameister Mihály Deák Bárdos aus Ungarn, Iwan Iwanow aus Bulgarien u. Oleksandr Tschernezkyj aus der Ukraine. Niederlagen musste er von Chassan Barojew und im Kampf um die Bronzemedaille von Atilla Güzel aus der Türkei einstecken.
Für die Olympischen Spiele 2008 in Peking konnte sich David Vála, obwohl er an drei Qualifikationsturnieren teilnahm, nicht qualifizieren.

## Internationale Erfolge
(OS = Olympische Spiele, WM = Weltmeisterschaft, EM = Europameisterschaft, GR = griech.-röm. Stil, F = freier Stil, S = Schwergewicht (bis 2001 bis 130 kg Körpergewicht, ab 2002 bis 120 kg Körpergewicht))
- 1995, 13. Platz, Junioren-EM (Cadets) in Witten, GR, bis 88 kg Körpergewicht; Sieger: Dawid Saldadse, Ukraine vor Mindaugas Ežerskis, Litauen;
- 1996, 7. Platz, Junioren-EM (Cadets) in Sofia, GR, bis 115 kg Körpergewicht; Sieger: Alexei Tarabarin, Russland vor Artur Salachna, Polen;
- 1996, 7. Platz, Junioren-WM (Cadets) in Wałbrzych/Polen, GR, bis 115 kg Körpergewicht; Sieger: Alexei Tarabarin vor Eddy Bengtsson, Schweden;
- 1997, 5. Platz, Junioren-WM (Juniors) in Turku, GR, bis 115 kg Körpergewicht, hinter Alexei Tarabarin, Tamas Gogolija, Georgien, Dawid Saldadse u. Eddy Bengtsson;
- 1997, 21. Platz, WM in Breslau, GR, S; Sieger: Alexander Karelin, Russland vor Mihály Deák Bárdos, Ungarn u. Héctor Milián, Kuba;
- 1998, 6. Platz, Turnier in Faenza, GR, S, nach Niederlagen gegen Dirk Zimmermann, Deutschland und Rulon Gardner, USA;
- 1998, 4. Platz, Junioren-EM (Juniors) in Tirana, GR, bis 115 kg Körpergewicht, hinter Dawid Saldadse, Iliakis Roussos, Griechenland und Juri Patrikejew, Russland;
- 1998, 3. Platz, Junioren-WM in Kairo, GR, bis 115 kg Körpergewicht, hinter Alexei Tarabarin u. Alireza Gharibi, Iran, vor Nico Schmidt, Deutschland;
- 1999, 24. Platz, WM in Athen, GR, S; Sieger: Alexander Karelin vor Héctor Milián u. Sergei Mureiko, Belarus;
- 2000, 9. Platz, Olympia-Qualifik.-Turnier in Clermont-Ferrand, GR, S; Sieger: Juri Ewseitschik, Israel vor Eddy Bengtsson u. Mirian Giorgadse, Georgien;
- 2000, 5. Platz, EM in Moskau, GR, S, hinter Alexander Karelin, Sergei Mureiko, Mihály Deák Bárdos u. Juri Ewseitschik;
- 2000, 9. Platz, OS in Sydney, GR, S; Sieger: Rulon Gardner vor Alexander Karelin u. Dsmitryj Dsjabelka, Belarus;
- 2001, 19. Platz, EM in Istanbul, GR, S; Sieger: Mihály Deák Bárdos vor Fatih Bakir, Türkei u. Sergei Mureiko;
- 2001, 10. Platz, WM in Patras, GR, S; Sieger: Rulon Gardner vor Mihály Deák Bárdos u. Xenofon Koutsioubas, Griechenland;
- 2002, 9. Platz, EM in Seinäjoki/Finnland, GR, S; Sieger: Juri Patrikejew, Russland vor Mihály Deák Bárdos u. Juha Ahokas, Finnland;
- 2003, 17. Platz, EM in Belgrad, GR, S; Sieger: Juha Ahokas vor Mihály Deák Bárdos u. Xenofon Koutsioubas;
- 2003, 20. Platz, WM in Créteil, GR, S; Sieger: Chassan Barojew, Russland vor Mihály Deák Bárdos u. Giuseppe Giunta, Italien;
- 2004, 3. Platz, Olympia-Qualif.-Turnier in Taschkent, GR, S, hinter Sajed Barzi, Iran u. Marek Mikulski, Polen, vor Giuseppe Giunta;
- 2004, 14. Platz, OS in Athen, GR, S: Sieger: Chassan Barojew vor Georgi Tsurtsumia, Kasachstan u. Rulon Garner;
- 2005, 12. Platz, EM in Warna, GR, S; Sieger: Sergei Artjuchin, Belarus vor Yekta Yılmaz Gül, Türkei, Krassimir Kotschew, Bulgarien u. Mirian Giorgadse;
- 2005, 9. Platz, WM in Budapest, GR, S; Sieger: Mijaín López, Kuba vor Mihály Deák Bárdos u. Sergei Artjuchin;
- 2006, 18. Platz, EM in Moskau, GR, S; Sieger: İsmail Güzel, Türkei vor Juha Ahokas, Oleksandr Tschernezkyj, Ukraine u. Chassan Barojew;
- 2006, 1. Platz, "Dave-Schultz"-Memorial in Colorado Springs, GR, S, vor Russ Davie, Dremiel Byers u. Frank Workmann, alle USA;
- 2006, 8. Platz, WM In Guangzhou/China, GR, S; Sieger: Chassan Barojew vor Mijaín López, Sergei Artjuchin u. İsmail Güzel;
- 2007, 1. Platz, Akropolis-Turnier in Athen, GR, S vor Lukasz Banaj, Polen, Alexander Jekimow, Russland u. Panagiotis Papadopoulos, Griechenland;
- 2007, 2. Platz, EM in Sofia, GR, S, hinter Chassan Barojew u. vor Jalmar Sjöberg, Schweden, İsmail Güzel, Gyula Branda, Ungarn u. Matti Hämäläinen, Finnland;
- 2007, 10. Platz, EM in Sofia, F, S; Sieger: Kuramagomed Kuramagomedow, Russland vor Sergej Prjadun, Ukraine u. Aleksi Modebadse, Georgien;
- 2007, 20. Platz, WM in Baku, GR, S; Sieger: Mijaín López vor Chassan Barojew, Juri Patrikejew u. Dremiel Byers;
- 2007, 18. Platz, WM in Baku, F, S; Sieger: Biljal Machow, Russland vor Alexis Rodríguez Valera, Kuba, Wadym Tassoew, Ukraine u. Artur Taymazov, Usbekistan;
- 2008, 5. Platz, EM in Tampere, GR, S, hinter Juri Patrikejew, Chassan Barojew, Atilla Güzel, Türkei u. Josif Tschugaschwili, Belarus